# Folktandvården Stockholms län
Folktandvården Stockholms län AB är ett tandvårdsbolag som ägs av Region Stockholm via Landstingshuset i Stockholm Aktiebolag. Bolaget bildades i sin nuvarande form den 1 april 2000. Innan dess var det en förvaltning inom landstinget.

## Historia

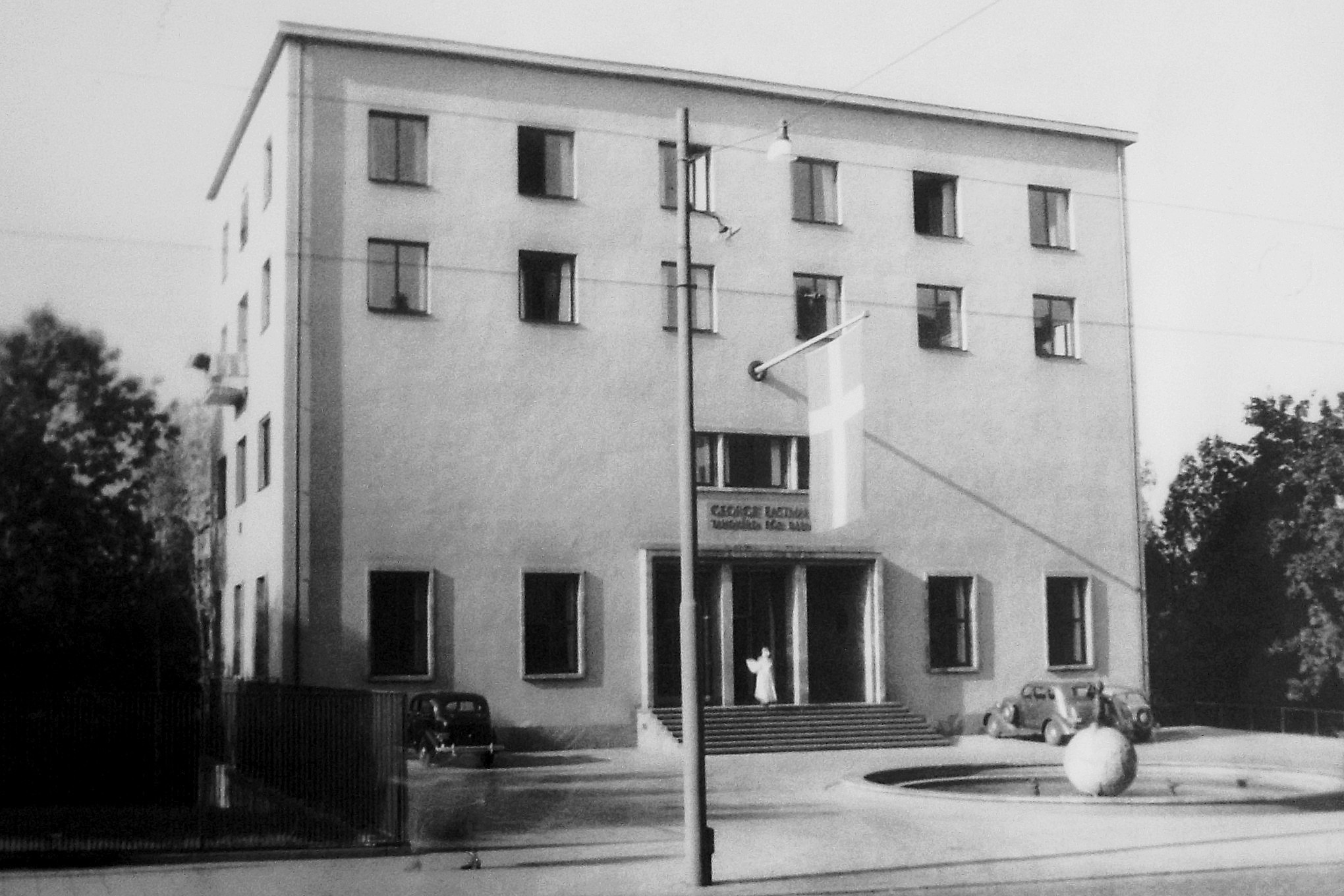
Eastmaninstitutet vid Vasaparken i Stockholm, 1936

Verksamhetens historia går tillbaka till ett beslut i Stockholms stadsfullmäktige den 21 december 1906, då det bestämdes att staden ska ge tandvård till sina invånare i egen regi och i egna lokaler. Fullmäktige avsatte 6 200 kronor för att skapa en klinik i Engelbrekts folkskola vid Valhallavägen. Den kliniken följdes av flera, bland annat i Katarina församlings norra folkskola på Södermalm (1911) och vid Adolf Fredriks folkskola vid Tegnérgatan (1913).
År 1938 fattade riksdagen beslut om att det skulle införas folktandvård i Sverige. Dåvarande Stockholms läns landsting, som vid den tiden inte omfattade Stockholms stad, fastställde 1939 en tandvårdsplan och sommaren 1940 öppnade den första distriktstandkliniken i Södertälje. År 1941 skapades kliniker i bland annat Vaxholm, Gustavsberg och Sigtuna samt Östhammar som på den tiden ingick i Stockholms län. Åren därefter tillkom kliniker på fler orter, men kriget gjorde att utbyggnadstakten inte kunde följa den planerade. År 1949 började landstinget ge bidrag till kommuner som saknade folktandvård, men bedrev skoltandvård. År 1966 inrättade landstinget en speciell styrelse, Folktandvårdsstyrelsen, som fick ansvar för tandvårdsfrågorna.
Stockholms stad fortsatte sitt arbete med skoltandvården, men dröjde med att införa folktandvården. Under 1940-talet inrättades speciella tandläkartjänster vid flera av stadens sjukhus. I maj 1949 inrättades folktandvård även i Stockholm och stadens folktandvårdsstyrelse övertog ansvaret för Eastmaninstitutet, som donerats till Stockholm år 1930.
I samband med att det sammanslagna storlandstinget skapades den 1 januari 1971 bildades en ny länsövergripande tandvårdsorganisation.

## Aktiebolaget
Den 1 april 2000 ombildades verksamheten och blev ett landstingsägt aktiebolag, som både arbetar med allmäntandvård, medicinsk tandvård och specialisttandvård för barn och vuxna i konkurrens med privata aktörer. Företaget har verksamhet vid cirka 80 kliniker inom områdena allmäntandvård och specialisttandvård, från Norrtälje till Nynäshamn, och har cirka 2 000 medarbetare. Folktandvården Stockholms län har drygt en halv miljon patienter och 1,4 miljoner patientbesök per år. Omkring 75 procent av alla barn i länet och ungefär var tredje vuxen är patienter hos Folktandvården Stockholms län.
I januari 2010 såldes tio av företagets mottagningar till det nybildade företaget Distriktstandvården i Sverige. Försäljningen skedde efter ett politiskt beslut som hade till syfte att förändra strukturen inom tandvårdsområdet i Stockholms län. 